# 長谷寺 (上田市)
長谷寺（ちょうこくじ）は、長野県上田市にある曹洞宗の寺院である。山号は真田山（しんでんさん）。

## 歴史
天文16年（1547年）、真田幸隆が真田本城（松尾城）内の種月庵跡地に伝為晃運（晃運字伝）を招聘して創建した。晃運は上野国後閑（群馬県安中市）の長源寺の僧で、幸隆とは旧知の間柄であった。
寺は慶長5年（1600年）上田合戦に巻き込まれて焼失。元和8年（1622年）には真田氏の松代（現長野市）移転と共に、長谷寺の6世住持が松代に移り、新たに長国寺を開山。長谷寺は長国寺の末寺となった。
寛保2年（1742年）、長谷寺は土砂災害に巻き込まれる。宝暦7年（1757年）には再び火災で焼失。明治23年（1890年）にも火災に遭い、古い建物は残されていない。現本堂は昭和53年（1978年）の再建である。
本堂の背後に幸隆夫妻と真田昌幸の墓所がある。

## 交通アクセス
- JR北陸新幹線上田駅から車で30分